# コーオプ教育
コーオプ教育（コーオプきょういく、Cooperative Education）とは、就業体験プログラムの一つ。COOP教育とも表記される。
学生の企業における就業体験プログラムとして、日本国内においてはインターンシップが広く知られている。コーオプ教育もインターンシップと同じ就業体験プログラムの一つであるが、インターンシップが企業側主体のプログラムであるのに対し、コーオプ教育は大学側主体のプログラムであるという点が異なる。

## 歴史
コーオプ教育の始まりはアメリカ合衆国であり、1906年にシンシナティ大学のハーマン・シュナイダー教授によって発案されたと言われる。

## 特徴
インターンシップが企業側主導の無報酬プログラムであり、企業側としては学生をアルバイトと捉える感覚もあるなど問題点もある。一方でコーオプ教育は大学主導であり、大学が企業におけるプログラムを作成し運営を行う。このプログラムを終了すると学生には単位が与えられ、また企業からは就業した分の報酬が支払われる。このように、学生から見ると仕事をした分の対価として給料をもらえる分仕事に対する責任が必要とされ、このような経験が卒業論文の質の向上に反映されたり、アルバイトやインターンシップに比べより充実した社会経験を積める可能性がある。また、大学や企業から見ると産学連携の強化や人材育成、人材発掘などの利点がある。
日本では、東京工科大学工学部が「コーオプ教育」を学部教育に導入している。